# Mariangelo Accursio
Mariangelo Accursio (Accorso) z Akwili (ur. ok. 1489-1490, zm. ok. 1544-1546) – humanista renesansowy, poeta i filolog.

## Życiorys
Urodził się w Akwili jako syn kanclerza tamtejszej komuny Giovana Francesca Accursio. W młodości, ok. 1513 znalazł się w Rzymie – o jego przybyciu do Rzymu ok. 1513 świadczy napisane z okazji wyboru na papieża Leona X dzieło Osci et Volsci dialogus. Stał się częścią miejscowego środowiska humanistycznego. Do jego licznych przyjaciół należeli wtedy m.in. Tommaso Pietrasanta, Giano Vitale i Girolamo Aleandro. 
Gdy biskup Jan Albrecht Hohenzollern i dostojnik kościelny Gumpert Hohenzollern przebywali w Rzymie, Accursio zgodził się zostać ich nauczycielem i przewodnikiem (majordomo). W mieście tym osiedli oni by pogłębić swoją edukację. Accursio towarzyszył im także w podróży do Niemiec i Polski w 1522 – do Rzymu powrócił w 1523. Tego samego roku publikował Diatribae, swoje najważniejsze dzieło filologiczne. Na służbie Hohenzollernów pozostawał jednak przez następne dziesięć lat. Towarzyszył im w podróżach do Niemiec, Francji i Hiszpanii. Na dworze Karola V przebywał w latach 1525-1529.
Dla Hohenzollernów pracował przez następne 10 lat – porzucił służbę dla nich w 1532, kiedy związał się z kręgami augsburskiego bankiera Antona Fuggera, jednego z najbogatszych ludzi tych czasów. Fuggerowi dedykował swoje wydanie Dziejów Rzymskich Ammiana Marcelina. Także w Augsburgu opracował edycje Variarum epistolarum libri XII i De anima Kasjodora. 
Do Włoch powrócił w 1533 i osiadł w rodzinnej Akwili, gdzie pełnił różne funkcje w zarządzie komuny. Wyjazd z Augsburga był prawdopodobnie spowodowany trwającymi tam zamieszkami religijnymi, w których brał udział jego patron. Pod koniec życia poślubił tam Caterinę Lucentini Piccolomini, z którą miał syna Casimira (zm. 1563). Trzykrotnie podróżował do Niemiec (w 1538, w latach 1540-1541 i 1545-1546).

## Działalność naukowa i literacka
Wkrótce po przybyciu do Rzymu z okazji wstąpienia na tron papieski Leona X Accursio ułożył dzieło Osci et Volsci dialogus ludis Romanis actus, parodiujące styl poezji łacińskiej popularyzowany przez Gianbattistę Pio. Jeden z jego poematów ukazał się w zbiorze Coryciana (1524). 
Zainteresowania Accursia miały jednak mniej literacki, a bardziej historyczno-antykwaryczny i filologiczny charakter. W tej dziedzinie Accursio jest przede wszystkim autorem wielu poprawek do Epigrammata antiquae Urbis, anonimowego dzieła przypisywanego Francesco Albertiniemu, wydanego w 1521. Te prace Accursia stanowiły przełom w epigrafice. Pozostawił także wiele innych studiów dotyczących epigrafiki, w tym wiele niepublikowanych. Były one często źródłem dla późniejszych historyków, w Novus thesaurus veterum inscriptionum (1739-1764) użył ich Lodovico Muratori. W XIX wieku historycy niemieccy (Theodor Mommsen, Wilhelm Henzen, Emil Hübner) korzystali z dzieła Accursia w opracowaniu systematycznego, monumentalnego zbioru inskrypcji Corpus inscriptionum Latinarum (1862-1931).
Do ważniejszych prac edytorskich Accursia należy wydanie Dziejów Rzymskich Ammiana Marcelina i De anima Kasjodora. Wydanie Ammiana, które wyszło z drukarni Sylwana Otmera w Augsburgu w 1533 r., stanowiło pierwsze kompletne wydanie nowożytne. Dzieło De anima ukazało się w 1533 w Augsburgu u Heinricha Steinera.